# Variações Diabelli

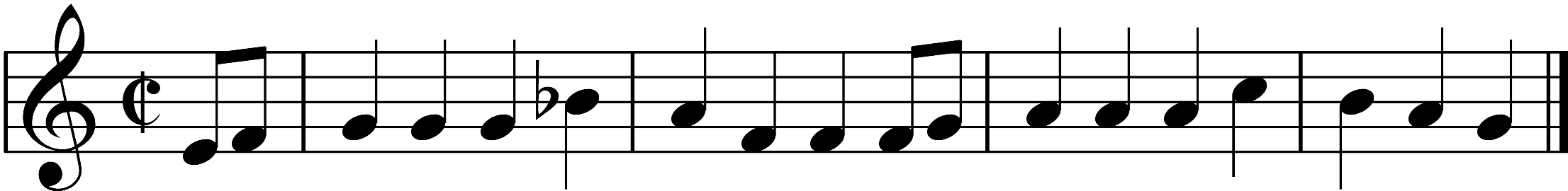
Amostra de partituras para revisão d. Artigo "Rosalie" (o primo Michel esteve lá ontem à noite).

As Variações para o piano em dó maior sobre uma valsa de Diabelli, mais comumente conhecidas como Variações Diabelli, são um conjunto de variações para piano de Ludwig van Beethoven sobre uma valsa de Anton Diabelli. Elas foram escritas entre 1819 e 1823 e são, como um trabalho, o opus 120 do compositor de Bona.